# Lokomotiva 705.9
Lokomotiva řady 705.9 (do roku 1988 řada TU 47.0, původně T 47.0) je úzkorozchodná motorová lokomotiva vyráběná v letech 1954–1955 a 1958 lokomotivkou ČKD jako náhrada parních lokomotiv na úzkorozchodných tratích v síti ČSD. V současnosti jde o nejstarší pravidelně provozované lokomotivy na území ČR. Jako TU3 se upravené lokomotivy provozují i v Rusku, celkem tam bylo dodáno asi 50 kusů.

## Vznik, výroba a počátky nasazení
Stav na úzkorozchodných tratích v obnoveném Československu byl po 2. světové válce shledán jako trvale neudržitelný a i tyto dráhy tak byly začleněny do připravovaného plánu motorizace tratí. První návrh zcela nového typu úzkorozchodné motorové lokomotivy byl vypracován závodem Českomoravské strojírny ve Vysočanech (později pobočný závod ČKD Sokolovo) v létě 1946. Projekt byl několikrát přepracováván a definitivní návrh byl schválen ministerstvem dopravy roku 1948. Celkem mělo být vyrobeno šest lokomotiv nové řady T 47.0 pro dvě úzkorozchodné tratě – Jindřichův Hradec – Obrataň (čtyři) a Třemešná ve Slezsku – Osoblaha (dvě). Původní plán dodání v roce 1951 však nebyl dodržen a pro mnohé komplikace při vývoji (šlo prakticky o první dieselelektrické lokomotivy, vyvíjené v ČKD zcela od základu) byl první stroj vyroben až v červenci 1954. O měsíc později dorazil do Jindřichova Hradce a zde byl podrobován nejrůznějším zkouškám. Do června následujícího roku sem bylo dodáno všech šest lokomotiv první série, které dopravu jak na trati do Obrataně, tak i na druhé větvi do Nové Bystřice ovládly a odsunuly parní lokomotivy do zálohy nebo na pomocné výkony. Přestože bylo hlavním posláním nových strojů použití v nákladní dopravě, byly koncipovány jako univerzální (svědčí o tom i přítomnost zavazadlového oddílu) a na osobních vlacích doplňovaly předválečné motorové vozy řady M 21.0.
Díky dobrým zkušenostem a postupně rostoucí spolehlivosti přistoupily ČSD roku 1956 k objednávce druhé série, která měla obsahovat celkem 10 strojů a zajistit tak dopravu i na ostatních úzkorozchodných tratích v ČSR. Zároveň o stejný typ lokomotiv projevil zájem Sovětský svaz – zakázka zněla na 50 lokomotiv, označených řadou TU 3 a v detailech se lišících od strojů pro tuzemsko (např. rozchodem 750 mm). Z ní bylo nakonec pět strojů uvolněno pro československou potřebu, definitivně tedy z 66 vyrobených lokomotiv získalo ČSD 21 a SŽD 45 kusů. Dodávky proběhly v letech 1957–1958. První čtyři stroje čísel 007–010 byly také upraveny na rozchod 750 mm s určením pro trať Frýdlant – Heřmanice, ostatní našly svůj domov na tratích Třemešná ve Slezsku – Osoblaha a Ružomberok – Korytnica (obě po čtyřech kusech) a tři stroje doplnily park vozidel v Jindřichově Hradci. Parní trakce zde proto měla již jen minimální slovo, definitivně byly však poslední stroje vyřazeny až o tři roky později.

## Technický popis
Jde o lokomotivu skříňového typu, se dvěma stanovišti strojvedoucího na obou koncích lokomotivy, mezi nimiž se nachází strojovna. Pro použití v osobní dopravě jsou lokomotivy vybaveny oddílem pro zavazadla a vlakvedoucího, původně měly i kamna na uhlí pro vytápění lokomotivy a rozehřívání motoru. Ve snaze nové lokomotivy v co největší míře unifikovat se souběžně vyráběnými motorovými vozy řady M 262.0 (dnes 830) byl použit stejný dvanáctiválcový dieselový motor 12 V 170 DR, jen je provozován na nižších otáčkách (1250 ot./min.) i výkonu. Zdrojem proudu pro čtveřici trakčních motorů je generátor SS 53/28x4, spojený s motorem křížovou spojkou. Konstrukce podvozků byla přizpůsobena na projíždění oblouků o minimálním poloměru 60 m, jež se na úzkorozchodných tratích často vyskytují.

## Provoz
Na všech čtyřech tratích zajišťovaly lokomotivy takřka veškerou dopravu po dobu více než 15 let. Osvědčily se na nejrůznějších výkonech a byly tak bez problémů používány v osobní i nákladní dopravě. Jako první byl ukončen provoz na korytnické trati – poslední vlaky zde jely 28. 9. 1974. Tři ze čtyř místních strojů byly po skončení provozu odvezeny do Jindřichova Hradce a trať byla snesena. Čtvrtý stroj byl převezen do Frýdlantu, ani zde si ale příliš dlouho nezajezdil – podobný osud potkal o rok později i heřmanickou trať. Vzhledem k havarijnímu stavu svršku byla doprava zastavena ke dni 13. 1. 1976 a i když měla být po opravě znovu obnovena, již se tak nestalo. Lokomotivy však zůstaly ve frýdlantském depu a až do roku 1978 se používaly k posunu (především při navážení koksu do místní kotelny). Další tři roky zůstaly odstaveny před depem a čekaly na svůj další osud. Následně byl stroj T 47.010 zrušen a sešrotován; zbylé dva byly v ŽOS Šumperk opraveny a předisponovány taktéž do jižních Čech.

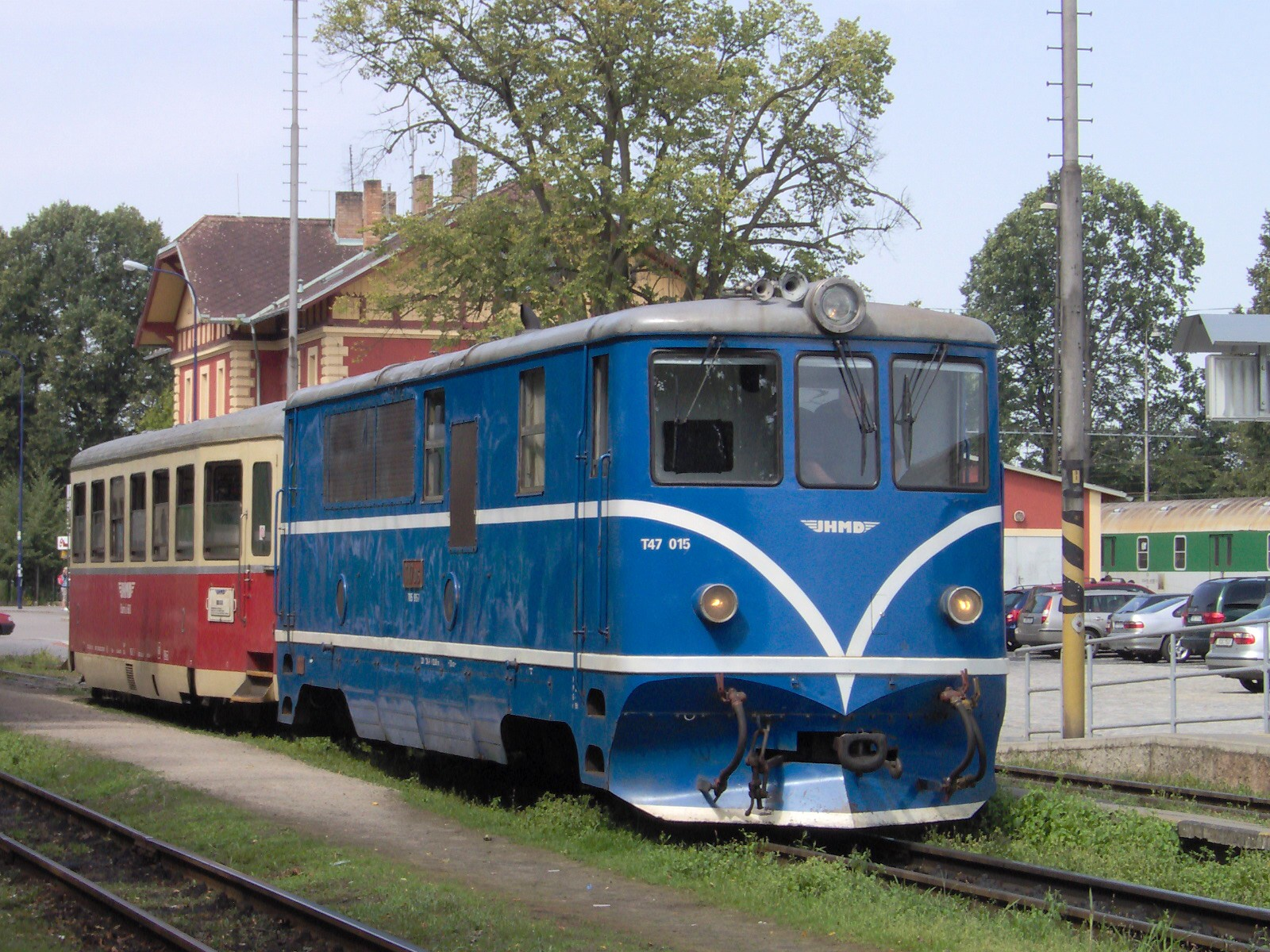
Modernizovaná lokomotiva 705.915 JHMD

Po rozdělení majetku původních ČSD v roce 1993 získaly všechny stroje nástupnické ČD se zařazením do dep Jindřichův Hradec a Osoblaha.

### Jindřichův Hradec
Roku 1997 byl pro nerentabilitu zastaven provoz na trati do Nové Bystřice a provoz na obrataňské větvi byl omezen. Následně byly obě tratě včetně vozidel a veškerého vybavení prodány nově vzniklé soukromé společnosti Jindřichohradecké místní dráhy (JHMD), která převzala provoz k 1. 3. 1998. Vzhledem k postupnému útlumu nákladní dopravy byly lokomotivy po roce 2000 nasazovány v převážné většině do dopravy osobní. Pro zvýšení ekonomičnosti provozu a celkové omlazení lokomotiv nechaly JHMD část svých lokomotiv modernizovat – dosazen byl nový motor Liaz, elektronický řídící systém a provedena celková rekonstrukce mechanické části stroje. Modernizované stroje obdržely nátěry v klasickém schématu, ale s netypickými barvami (zelená, modrá, fialová). Nerekonstruované lokomotivy fungovaly už většinou jen jako záložní nebo střídací. Stroj 705.906 (T 47.006) byl vybrán jako historický a opatřen původním nátěrem. Po nákupu několika motorových vozů z Polska a jejich rekonstrukci (nyní řada 805.9) potřeba lokomotiv poklesla a některé lokomotivy byly odstaveny – poslední vyrobenou 705.921 odkoupil v roce 2015 nový majitel a byla odvezena do Ruska, 920 byla opravena do vystavovatelného stavu a umístěna na pomník v Nové Bystřici. Ostatní lokomotivy slouží v provozu i nadále.

### Osoblaha
Osoblažská trať je jedinou, na které i nadále zajišťují provoz ČD. Z původních čtyř lokomotiv byla jedna rekonstruována po vzoru strojů JHMD a zajišťuje tak zde veškerý provoz; funkci zálohy plní druhá původní lokomotiva. Zbylé dvě získalo muzeum ČD v Lužné u Rakovníka a NTM. Lokomotivy jsou deponovány v remíze v Osoblaze, větší opravy pak provádí depo v Olomouci, kam jsou lokomotivy převáženy na speciálně upraveném plošinovém voze s kolejemi.

## Historické lokomotivy

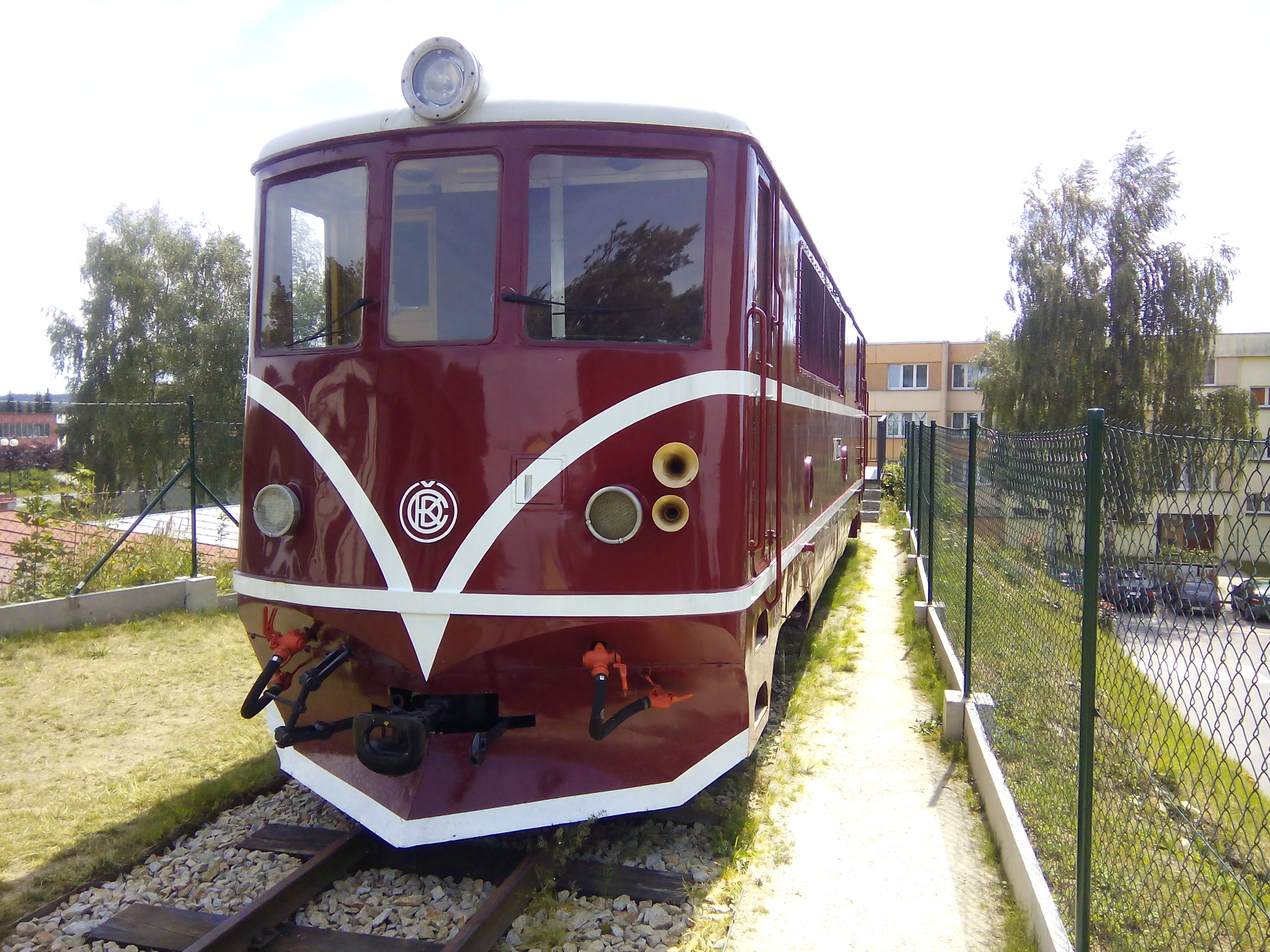
Lokomotiva T47.020 (705.920) na pomníku v Nové Bystřici

- 705.906 (Jindřichohradecké místní dráhy)
- 705.916 (České dráhy, železniční muzeum Lužná u Rakovníka)
- 705.917 (Národní technické muzeum, depozitář Chomutov)
- 705.920 (Jindřichohradecké místní dráhy, vystavena na pomníku v žst. Nová Bystřice)

## Galerie

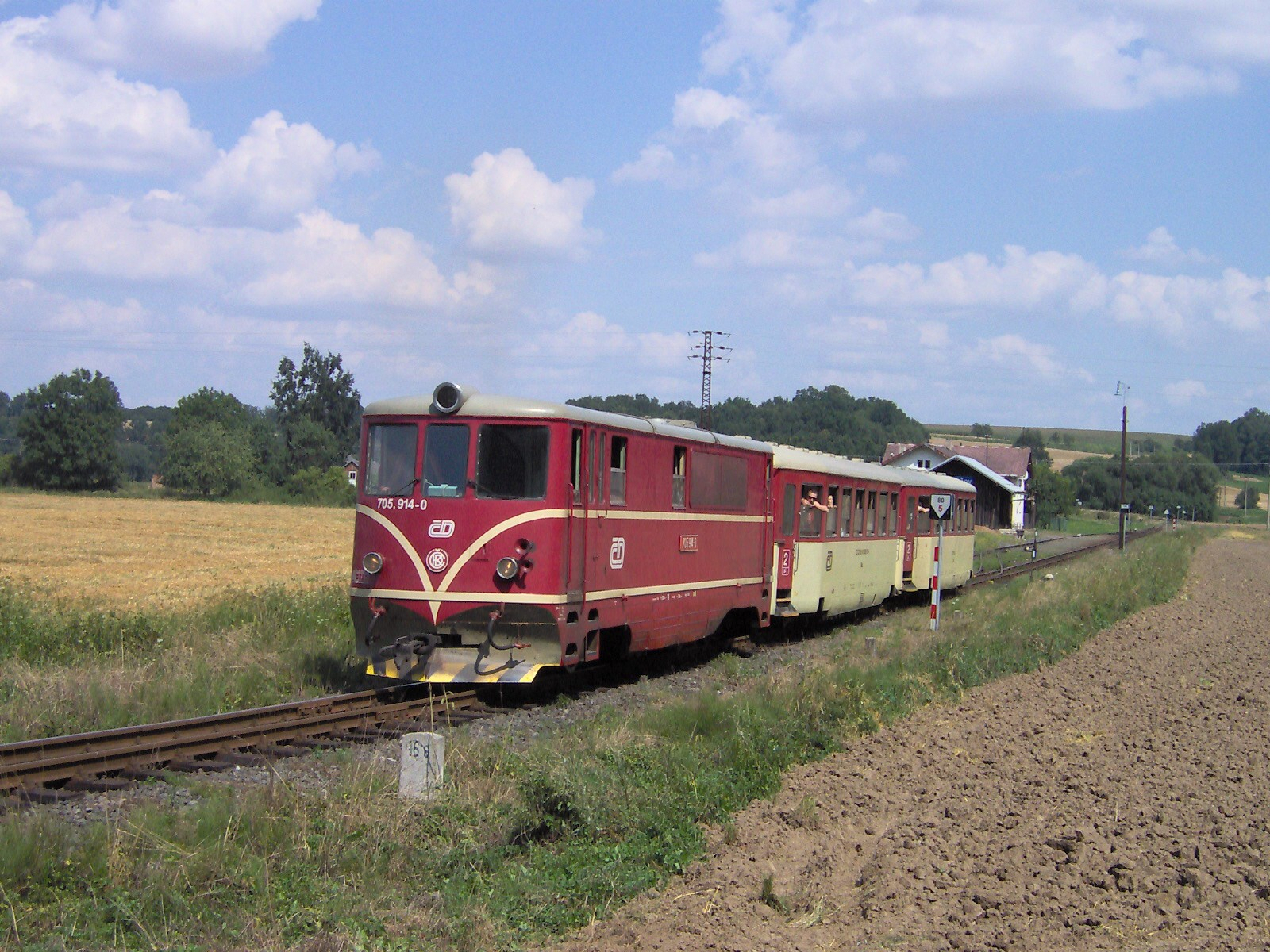
Lokomotiva 705.914 ČD s osobním vlakem
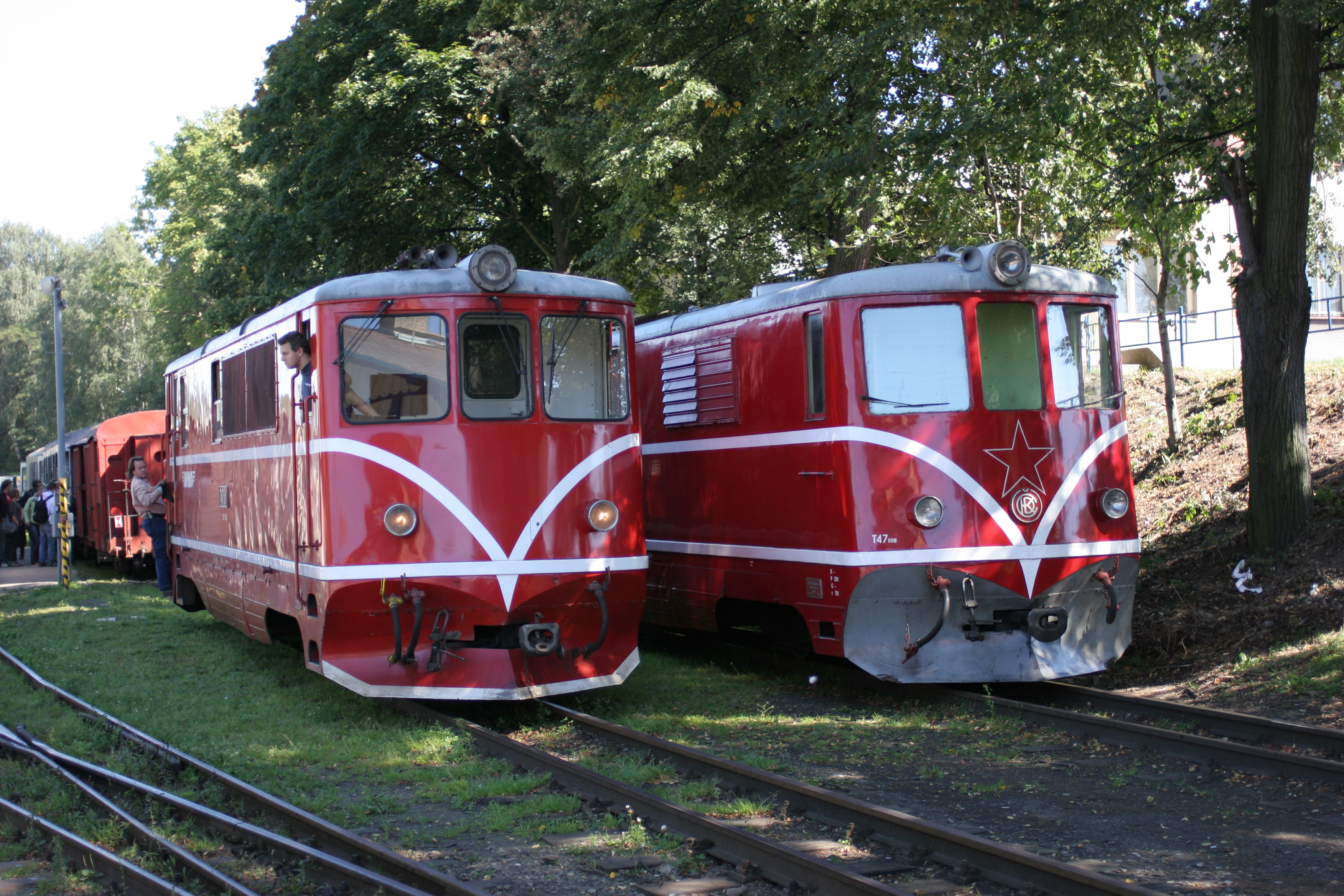
Setkání lokomotiv v Jindřichově Hradci
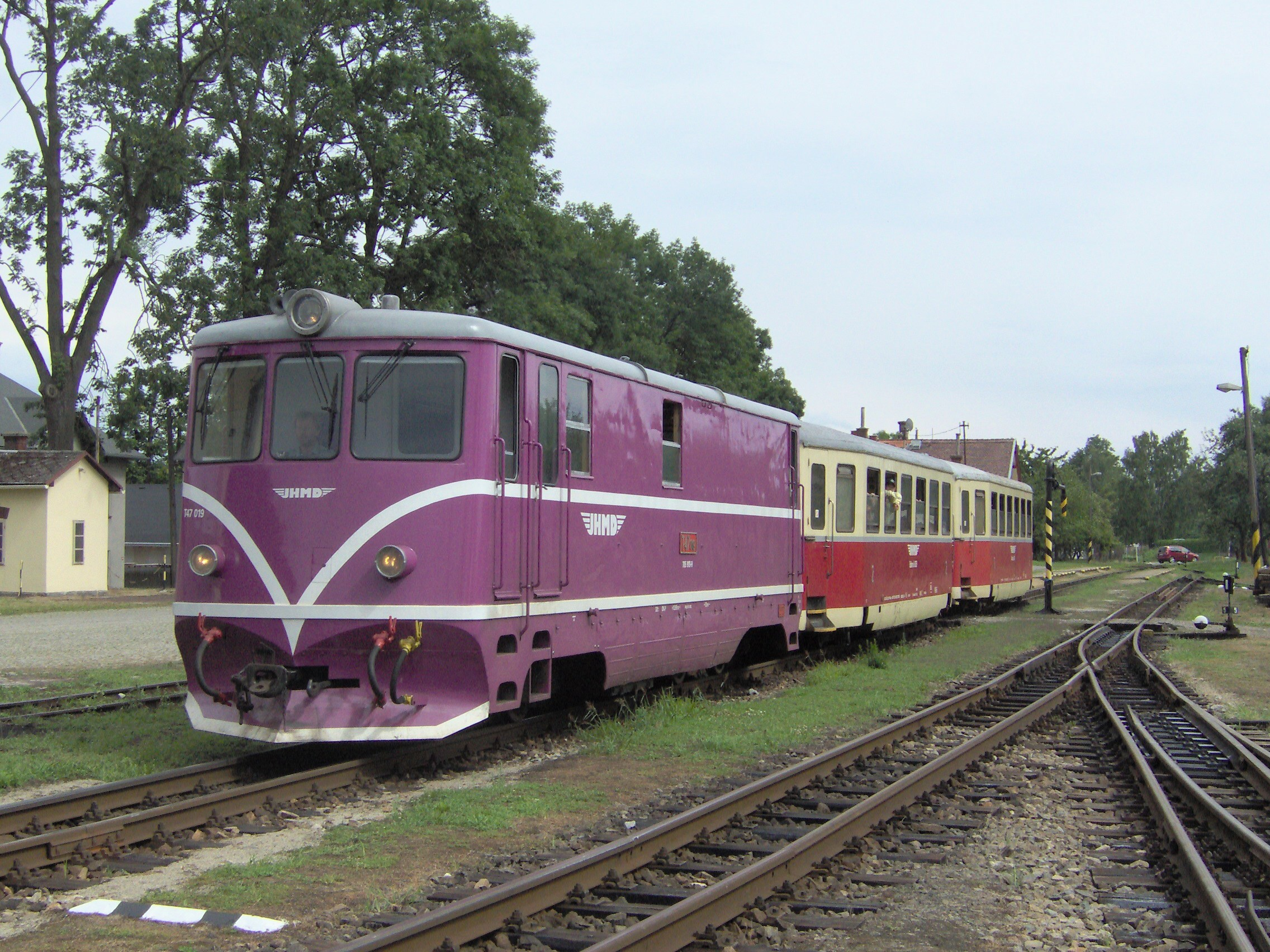
Stroj 705.919 v netypické fialové barvě
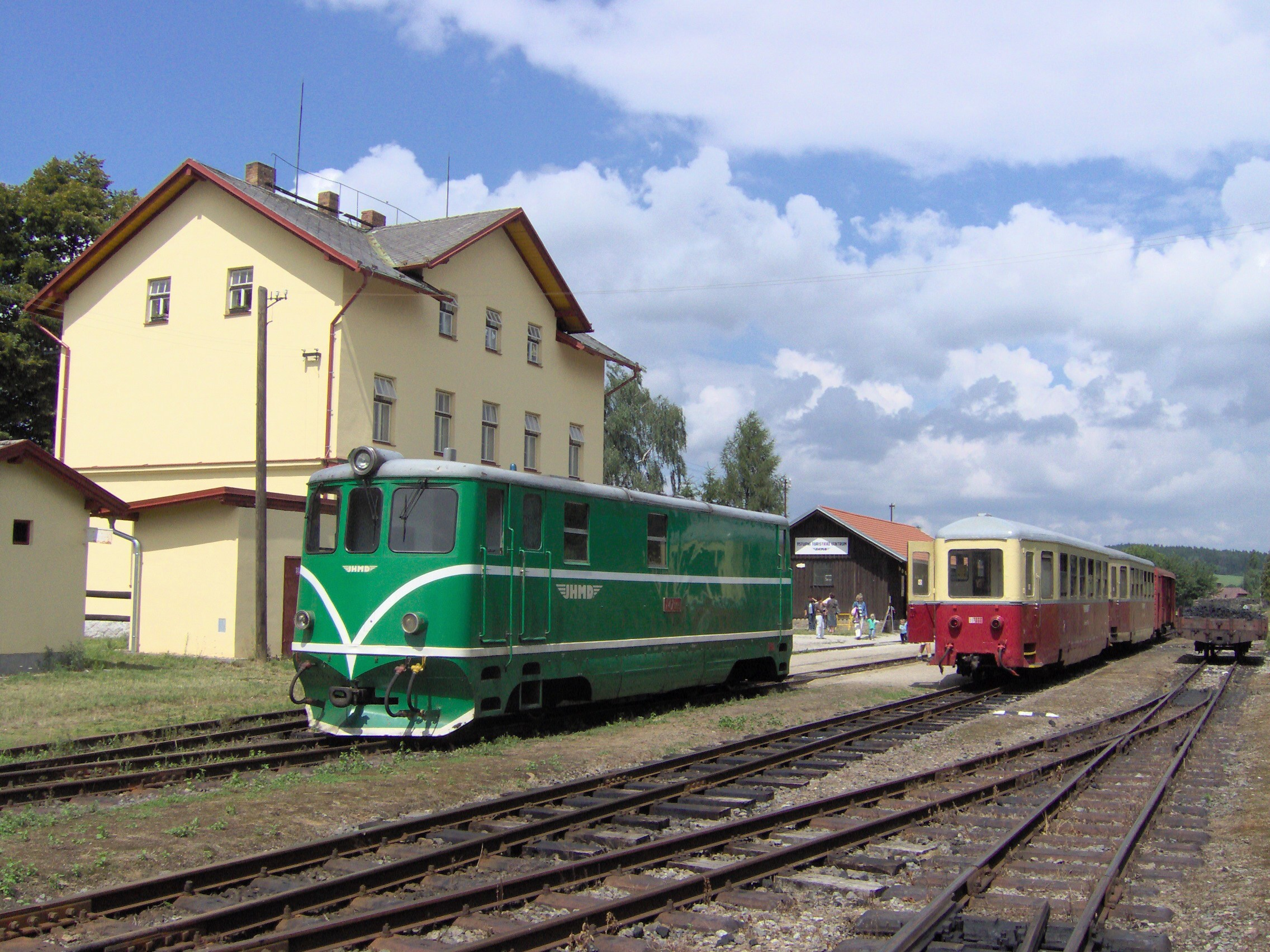
Zelený stroj T 47.005 v Nové Bystřici
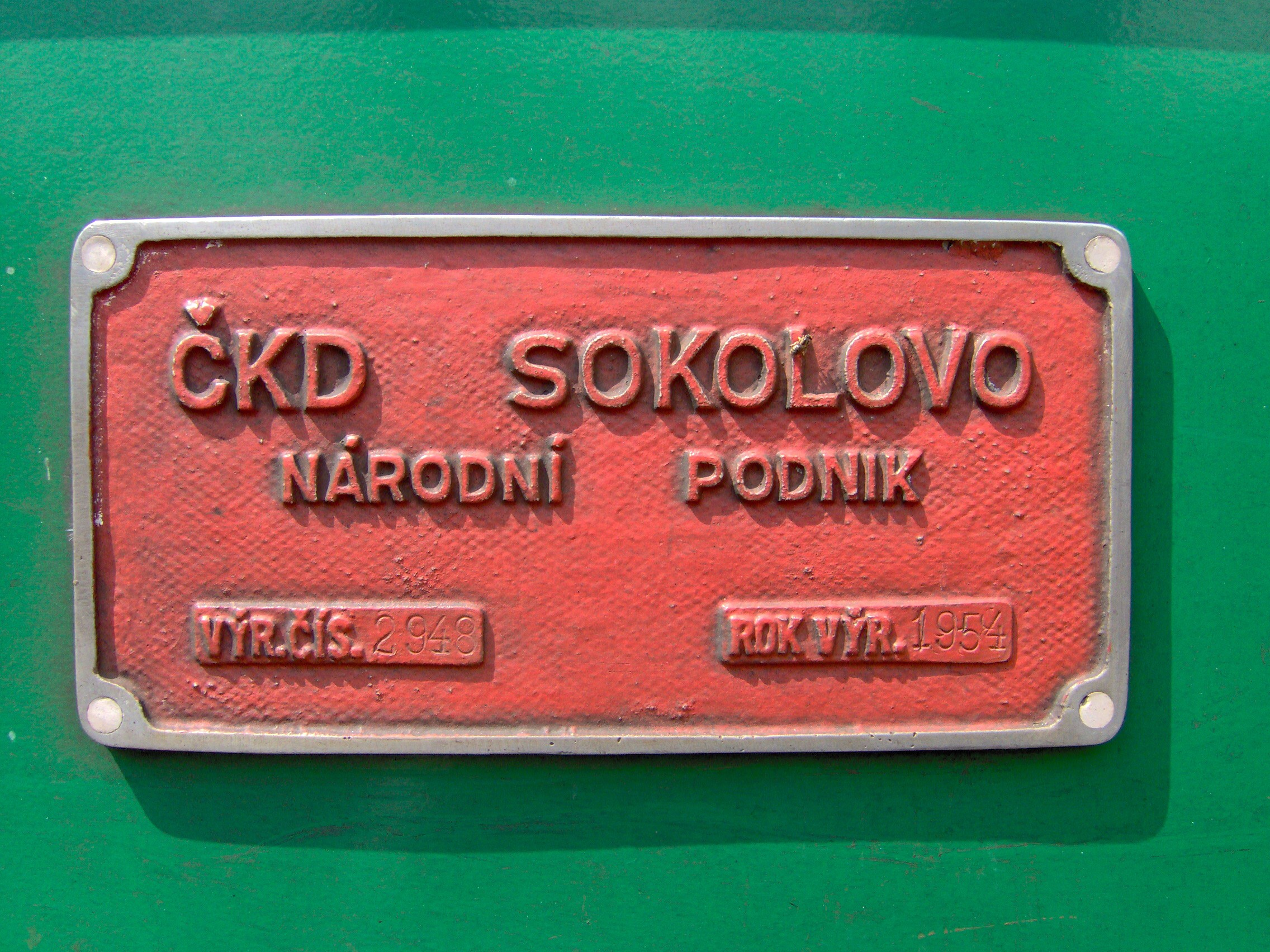
Výrobní štítek
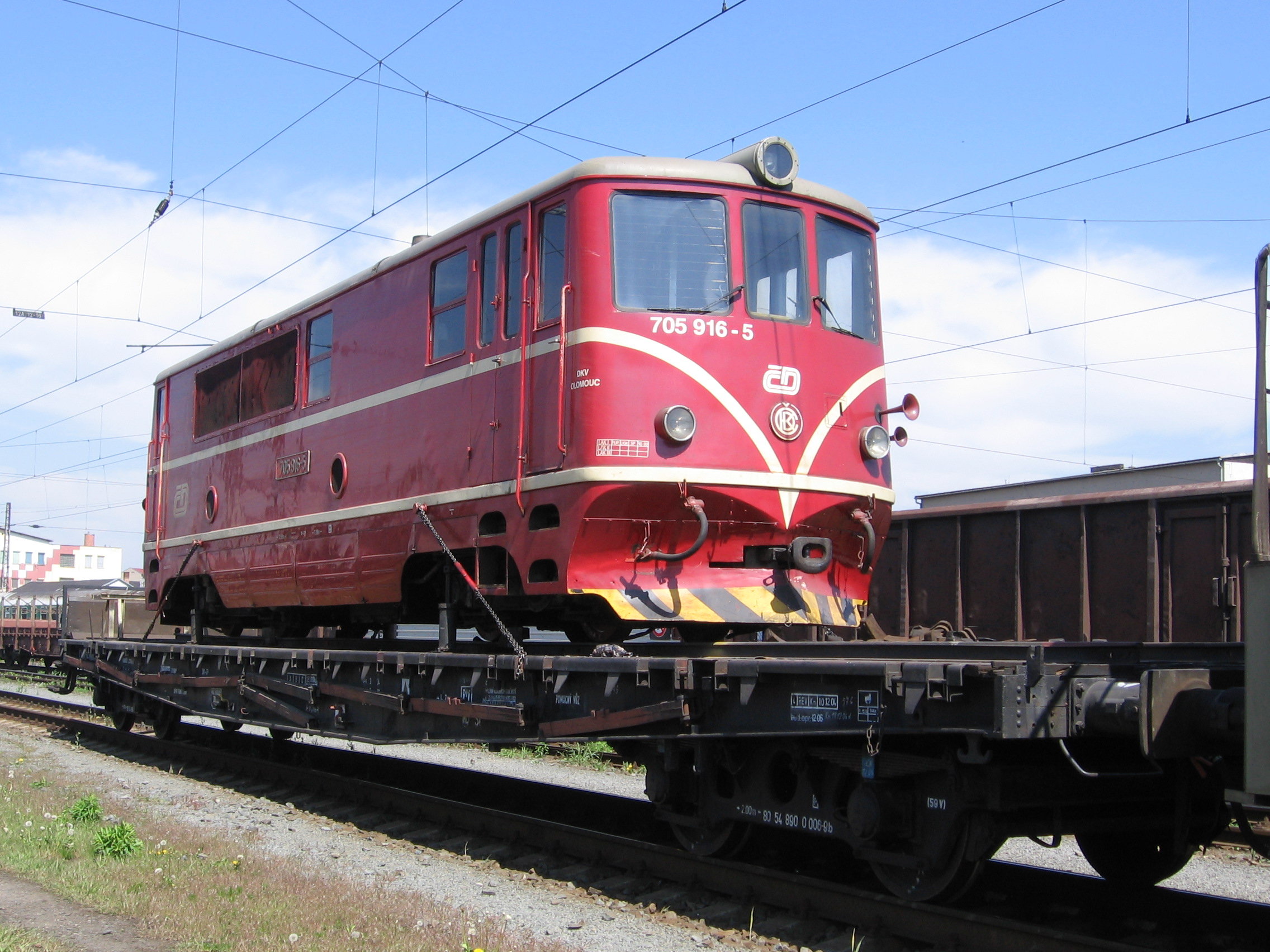
Převoz lokomotivy na opravu na normálněrozchodném voze
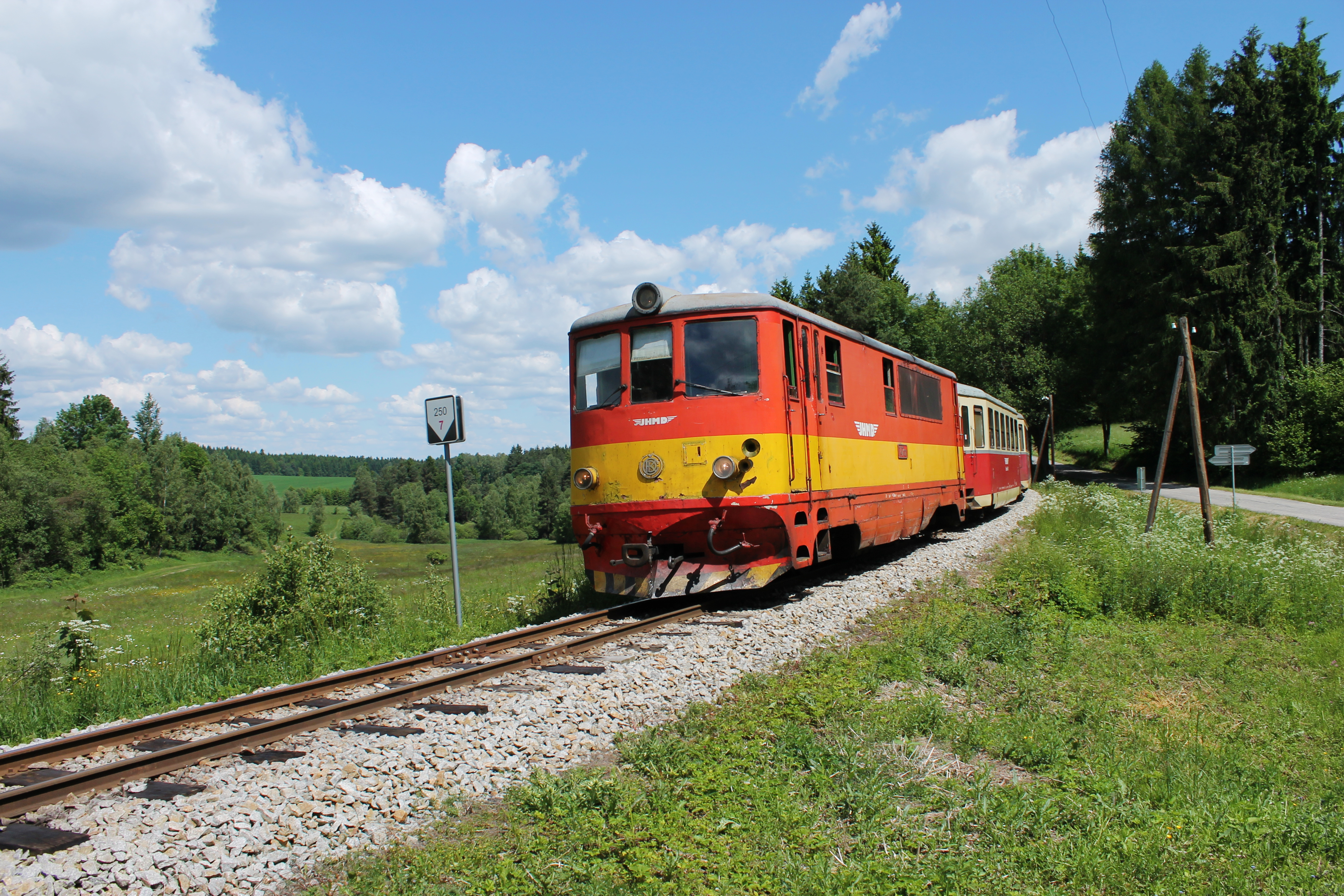
Lokomotiva 705.921 přijíždí do Senotína od Jindřichova Hradce